# Erupções do Eyjafjallajökull em 2010

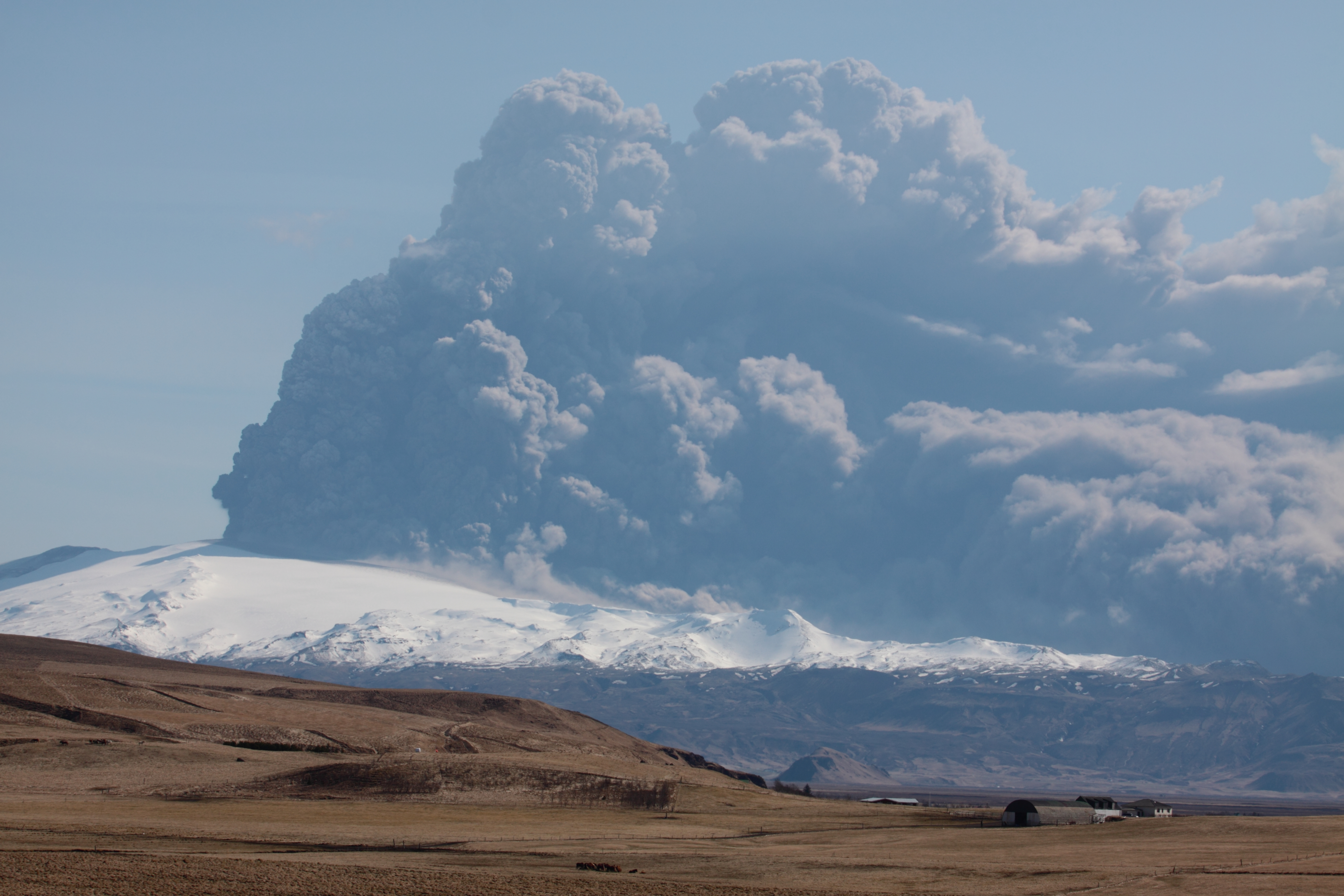
Pluma vulcânica durante a segunda erupção, em 18 de abril de 2010.

As erupções ocorridas em 2010 na geleira Eyjafjallajökull (pronúncia: eia-fiatla-iocutl) foram uma série de grandes eventos vulcânicos que ocorreram em Eyjafjallajökull na Islândia. A atividade sísmica, que se iniciou no final de 2009, deu lugar a uma erupção vulcânica que começou a 20 de março de 2010, colocando seu Índice de Explosividade Vulcânica em 1. Uma fase da erupção, a 14 de abril de 2010, causou uma paralisação generalizada do transporte aéreo europeu, afetando milhares de voos e causando uma espécie de efeito dominó em todo o mundo.
Em Outubro de 2010 as erupções cessaram, segundo declarações de Ármann Höskuldsson, cientista do Instituto de Ciências Terrestres da Islândia, embora a área ainda esteja geotermicamente ativa e ainda haja uma possibilidade de uma nova erupção no futuro.

## Visão geral

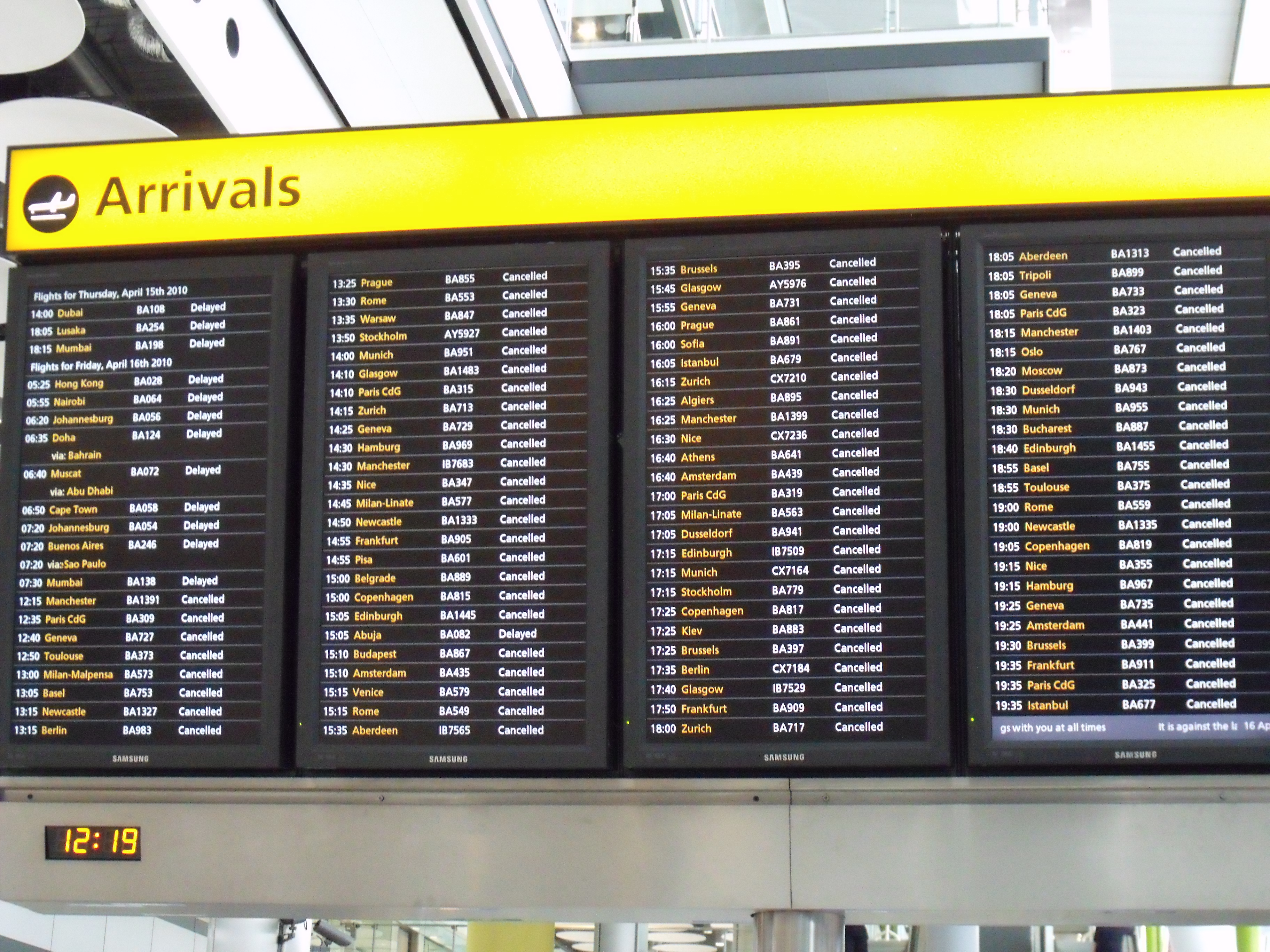
Quadro de pousos mostrando os voos cancelados no Aeroporto de Londres Heathrow em 16 de abril.

Eyjafjallajökull (pronúncia:[ˈɛɪjaˌfjatlaˌjœkʏtl̥], ouvirⓘ) é uma das menores geleiras da Islândia. Ela está situada ao norte de Skógar e ao oeste da grande geleira Mýrdalsjökull. A bacia da geleira cobre um vulcão (1 666 m de altura) cuja atividade eruptiva começou a ser mais frequente a partir da última idade do gelo. A cratera do vulcão tem um diâmetro de 3 a 4 km. Houve três grandes erupções precedentes em tempos históricos: em 920, 1612 e 1821-1823. Normalmente erupções no vulcão de Eyjafjallajökull despertam seu vizinho maior, o Katla, o que causaria danos bem maiores, porém até agora não existe esse risco.

## Efeitos da pluma vulcânica no tráfego aéreo

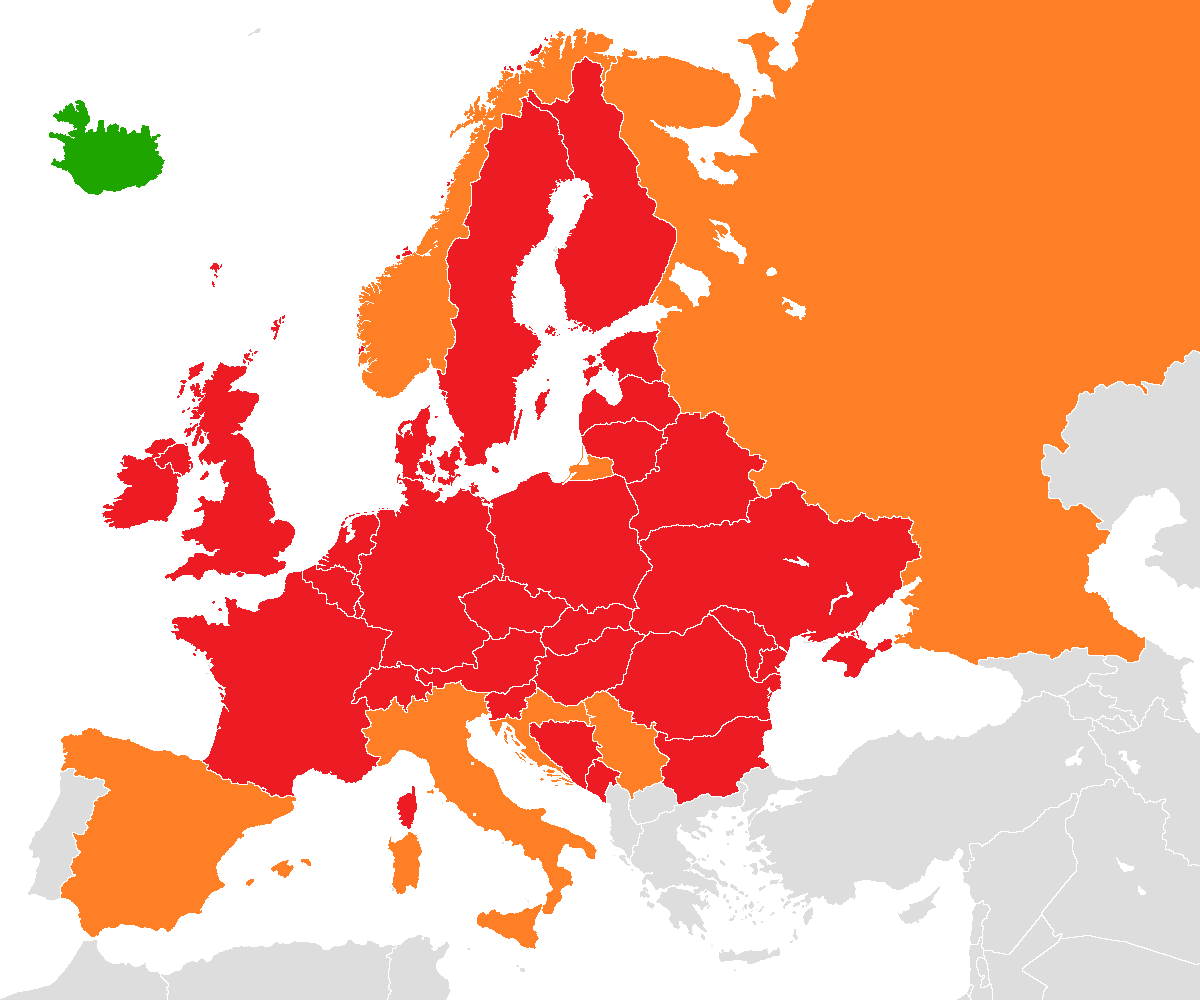
Mapa mostrando os países em que o tráfego foi completamente paralisado (vermelho) e parcialmente (laranja). A Islândia aparece em verde.

As cinzas vulcânicas trazidas pelos ventos são um grande perigo para as aeronaves. Por esse motivo, a segunda fase da erupção causou um grande distúrbio no tráfego aéreo europeu e mundial. Enquanto algumas cinzas foram para áreas desabitadas na Islândia, a maioria foi levada por ventos do oeste, indo parar à Europa. Os gases e cinzas reduzem a visibilidade e quando entram nas turbinas podem paralisar os motores do avião. Por esse motivo, seguindo as regras da IFR, Finlândia, Alemanha, Áustria, Bélgica, Dinamarca, Eslováquia, Eslovênia, Estônia, Holanda Hungria, Irlanda, Letônia, Luxemburgo, Polônia, Portugal, Reino Unido, República Checa, Romênia, Suíça e os territórios de Aland e Ilhas Faroé tiveram o tráfego aéreo fechado. A Associação Internacional de Transportes Aéreos (IATA) estimou que a indústria aérea mundial perdeu € 148 milhões por dia durante a interrupção.

## Países afetados (com as cinzas vulcânicas)

### Europa

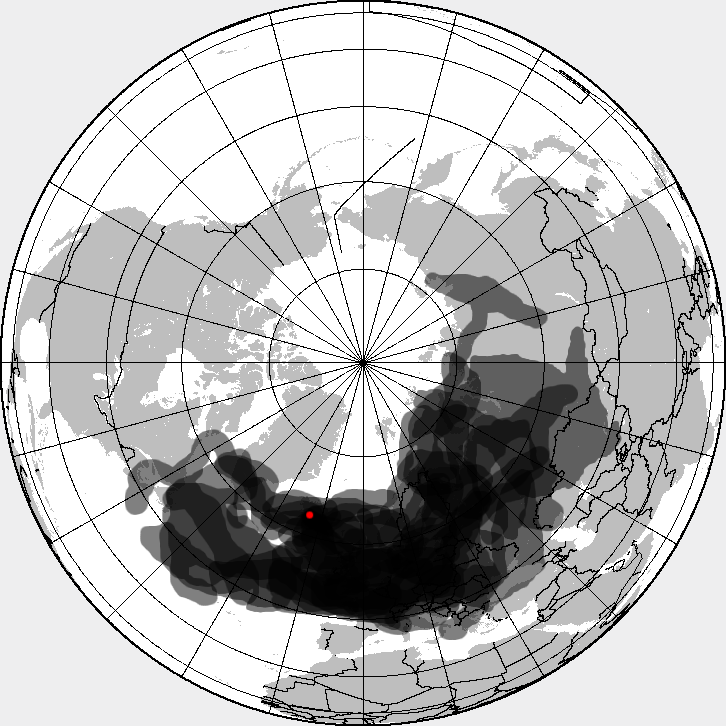
Mapa composto da nuvem de cinza vulcânica abrangendo nos dias de 14 a 25 de abril de 2010

| - Portugal - Espanha - França - Reino Unido - Irlanda - Roménia - Hungria - Bulgária - Itália - Áustria - Suíça - Alemanha - Islândia - Ucrânia | - Polónia - Rússia - Dinamarca - Suécia - Noruega - Finlândia - Países Baixos - Bélgica - Moldávia - Bielorrússia - Grécia - Sérvia e Montenegro - Estónia | - Letônia - Lituânia - Eslovênia - Croácia - Albânia - Bósnia e Herzegovina - Kosovo - Chéquia - Eslováquia - Luxemburgo - Chipre - Sérvia - Turquia |  |